# Frische Clavier-Früchte

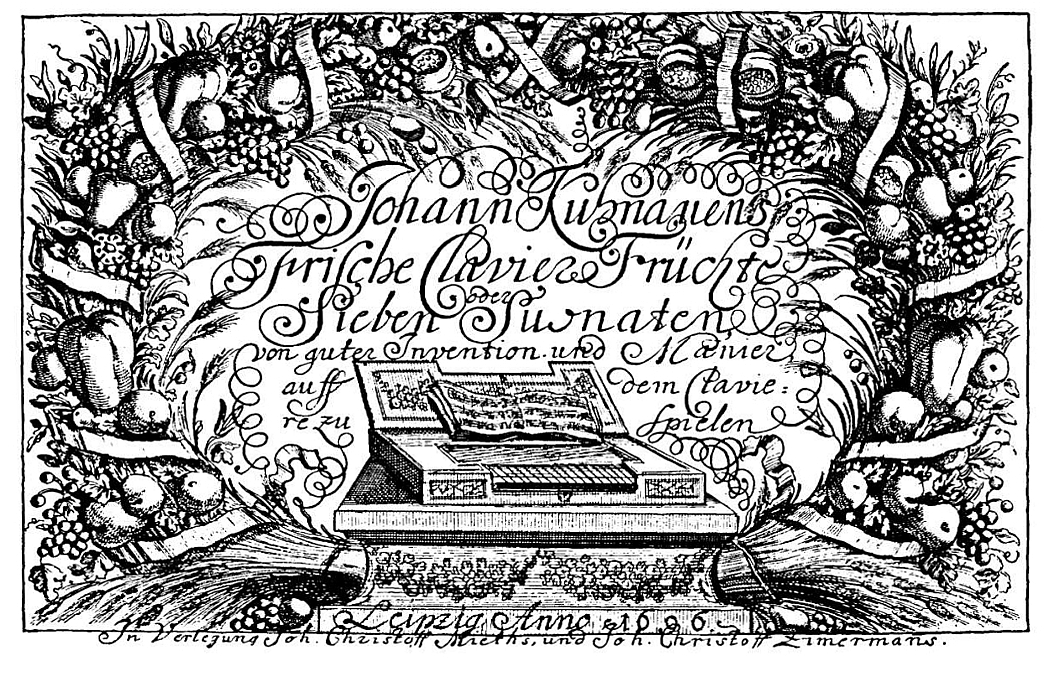
Page de titre de l'édition originale

Frische Clavier-Früchte (« Fruits frais du clavier ») est le titre d'un recueil de sept sonates pour clavecin de Johann Kuhnau, publié en 1696 à Leipzig. Le titre complet dans l'édition originale est Frische Clavier-Früchte, oder Sieben Suonaten von guter Invention und Manier, auff dem Claviere zu spielen et signifie « Fruits frais du clavier, ou sept sonates de bonne invention et de bonne manière, à jouer au clavecin ».  
Ce titre évoque immanquablement les Fiori musicali du maître romain Girolamo Frescobaldi et ces analogies botaniques seront reprises dès la même année par Johann Caspar Ferdinand Fischer pour son recueil intitulé Musicalisches Blumen-Büschlein (« Buisson fleuri musical »), et il s'agit ici de suites pour le clavecin. La mode sera encore perpétuée en 1722 par Christoph Graupner avec ses Monatliche Clavier Früchte.
Ce recueil est le troisième en date des quatre collections de pièces pour instruments à clavier publiées par Kuhnau avant sa nomination, en 1701, comme Cantor de l'église Saint Thomas de Leipzig. Les deux premières sont les deux parties de sa Neue Clavier-Übung publiées respectivement en 1689 et 1692, la dernière est celle des six Sonates bibliques publiée en 1700. La partition des Frische Clavier-Früchte connut le plus grand nombre d'éditions, la cinquième et dernière en 1724, après la mort du compositeur.
En ce qui concerne la première édition, elle est dédiée au comte d'Empire Johann Anton Losy. Ce personnage, grand et riche bourgeois proche de l'Empereur, était un luthiste très réputé et directeur de la musique de la Cour impériale. Il devait d'ailleurs, en 1697, se mesurer à Leipzig, au luth, à Kuhnau lui-même au clavecin et à Pantaléon Hebenstreit au pantaléon, l'instrument de son invention.
D'après Kuhnau, ces sept sonates auraient été composées dans l'espace d'une semaine, à raison d'une sonate par jour. 
Les mouvements qui les composent (4 ou 5 par sonate) sont parfois assortis d'une indication de tempo en italien, mais la plupart n'en comportent pas - quelques-uns sont qualifiés d'aria et il y a également une chaconne (ciaccona) reprise en da capo dans la sixième sonate.  Plusieurs des mouvements sont en réalité des fugues. Le premier mouvement de la Suonata terza a été repris par Haendel pour l'Andante de son concerto grosso Opus 6 No 11 (HWV 329).

## Composition du recueil
- Suonata Prima.
1. [sans indication] - 2. Adagio - 3. Allegro - 4. [sans indication].
- Suonata Seconda.
1. [sans indication] - 2. Molto Adagio - 3. [sans indication] - 4. Adagio - 5. [sans indication].
- Suonata Terza.
1. [sans indication] - 2. Aria - 3. [sans indication] - 4. Aria - 5. [sans indication].
- Suonata Quarta.
1. Vivace - 2. Adagio - 3. [sans indication] - 4. [sans indication].
- Suonata Quinta.
1. [sans indication] - 2. [sans indication] - 3. [sans indication] - 4. [sans indication].
- Suonata Sesta.
1. Ciaccona - 2. [sans indication] - 3. Vivace - 4. [sans indication] - 5. Ciaccona da capo.
- Suonata Settima.
1. [sans indication] - 2. Adagio - 3. [sans indication] - 4. [sans indication].

## Discographie
- Œuvres pour clavier - John Butt, clavecin, orgue et clavicorde (22-24 septembre 1994, 2CD Harmonia Mundi HMX 2907360.61) (OCLC 54769095) (avec les Sonates bibliques, six sonates de 1700).